# 神田山陽の日曜うら長屋
神田山陽の日曜うら長屋（かんださんようのにちよううらながや）は、講談師の3代目神田山陽によるSTVラジオのラジオ番組。

## 概要
前身は2004年4月4日放送開始の神田山陽のご近所づきあい。2006年に日曜うら長屋となる。

## 放送時間
- 2008年4月～2009年3月29日　日曜日 午後11時30分～午前0時[1]
- 開始～2008年3月　日曜日 午前11時30分～11時55分
- 時期不明　日曜　午後6時30分～7時

## 出演者
- 3代目神田山陽

## 内容
3代目神田山陽による、トーク番組。他番組では生業である講談調の喋り・語りが殆どだが、この番組ではフリートークが中心となっていて、この番組担当の吉田ディレクターに話しかける口調で進められる。出身地であり、現在の居住地である、北海道大空町での日常や、特別聴講生として参加する、大空町立東藻琴小学校の子供たちの話など、北海道での出来事を語る機会が多い。

### コーナー
- 起承転結

起承転結の4題に準え、話を展開する。「転」のところで、芸人や文筆家などの生涯を織り込んだ話をすることが殆ど。あくまで講談の口調ではなく、日常的な会話調で進められる。話を締めた後に、その話題に沿った選曲で1曲かける。
- 山陽さん、あやまって！

2008年4月から追加されたコーナー。聴取者の納得いかない事柄を募集し、その責任者に成り代わって、山陽があやまるというもの。